# Záclona
Záclona je výrobek z textilie nebo jiného materiálu, který visí na oknech nebo v otevřených prostorách jako dekorace, clona, plenta nebo zástěna. 

## Druhy záclon
Označení záclona se běžně používá pro průhlednou nebo poloprůhlednou textilii vyrobenou nejčastěji ve formě krajky (asi 3/4 na rašlech), tkaniny, paličkovaného nebo i háčkovaného zboží. Použitý materiál (nejčastěji polyester a bavlna) a vzorování je závislé na módě v době pořízení, rozměry a materiál k upevnění záclony se dají přizpůsobit téměř každé formě umístění. 
Záclony se často doplňují nebo kombinují se závěsy a označení záclona se používá pro obojí. 
Některé speciální obchody nabízejí pod souhrnným názvem záclona také lamelové a pásové závěsy i rolety ze dřeva nebo z kovových a plastových materiálů.  
Pro tvary a umístění záclon se používá řada odborných označení. Např.
pro řasení: francouzské, tužkové nebo pohárové plisé
pro rolety: londýnská, římská a pod. 

## Z historie záclon
Za první záclony se všeobecně považují závěsy ze zvířecích kůží na vchodech do pravěkých lidských příbytků. Nejstarší záclony (nebo závěsy) z textilií pocházejí pravděpodobně ze starověkého Egypta (před více než 6000 lety).
V Evropě, např. v Anglii se až do konce 16. století používaly na oknech jen vnitřní okenice, na vchodech do některých velkých místností závěsy z textilií. První záclony na oknech byly z jednoho kusu, zavěšeny na kovových tyčích jen po jedné straně okna. Z konce 17. století jsou známé závěsy na obou krajích oken, v bohatých domácnostech z hedvábí nebo z jemné bavlněné příze, v chudších bytech z tmavé česané vlny.
V roce 1726 byla v Londýně instalována první roleta, od konce 18. století jsou známé garnýže. Ve 2. polovině 19. století se začaly uplatňovat záclony z tylu a různých vzorů krajky (ručně a asi od roku 1860 strojně paličkované).  Asi od poloviny 20. století pochází naprostá většina záclonovin z osnovních pletacích strojů. 
Informace o celosvětové výrobě a použití záclon se dají získat např. z odborné analýzy za rok 2016 (za 4000 USD).

## Údržba záclon
Nejšetrnější metodou čištění záclon (praní) je ruční praní. Záclony je možné prát v pračce na program pro jemné prádlo s teplotou 30 stupňů. Pro praní záclon lze použít prací pytlíky a speciální prací prostředky. Vyprané záclony není vhodné sušit, ale rovnou pověsit. Archivováno 14. 2. 2019 na Wayback Machine.

## Příklady záclon a závěsů

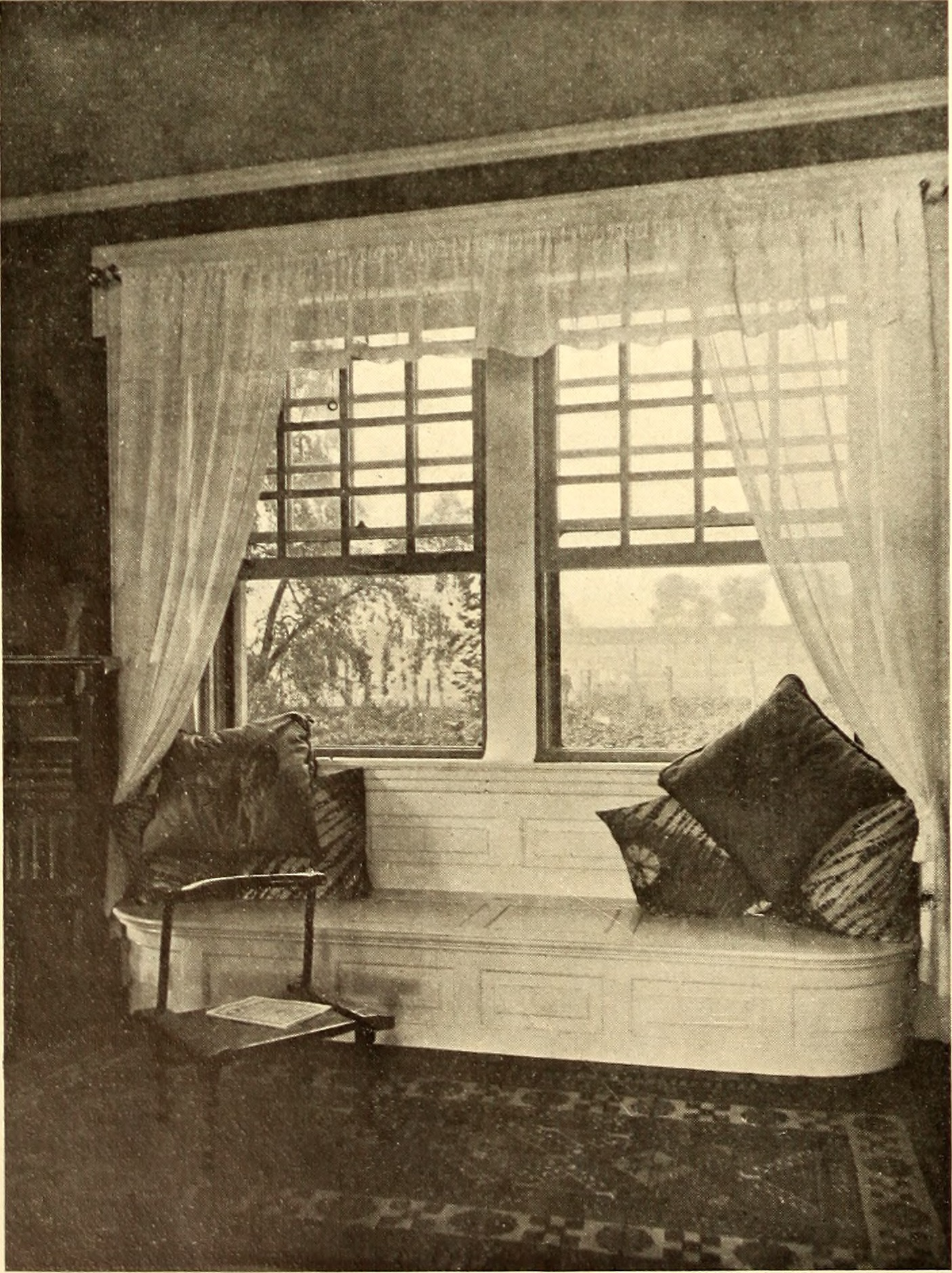
Záclona v USA (cca 1905)
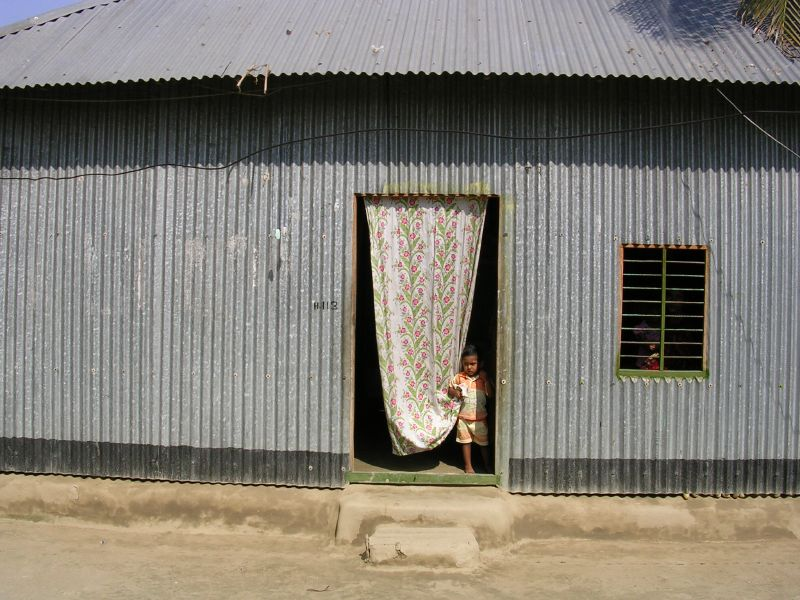
Záclona v Bangladéši (cca 2005)
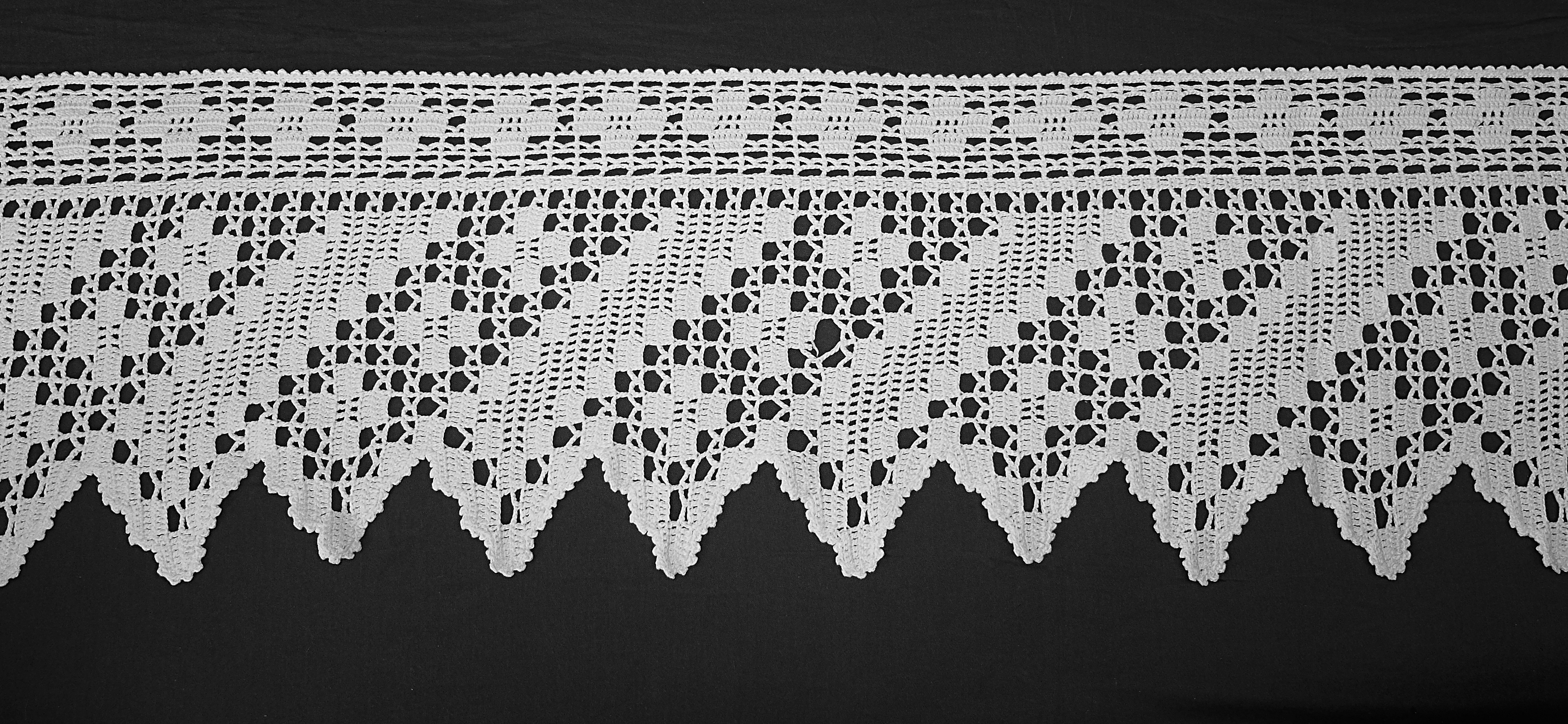
Amatérsky háčkovaná záclonka (2005)
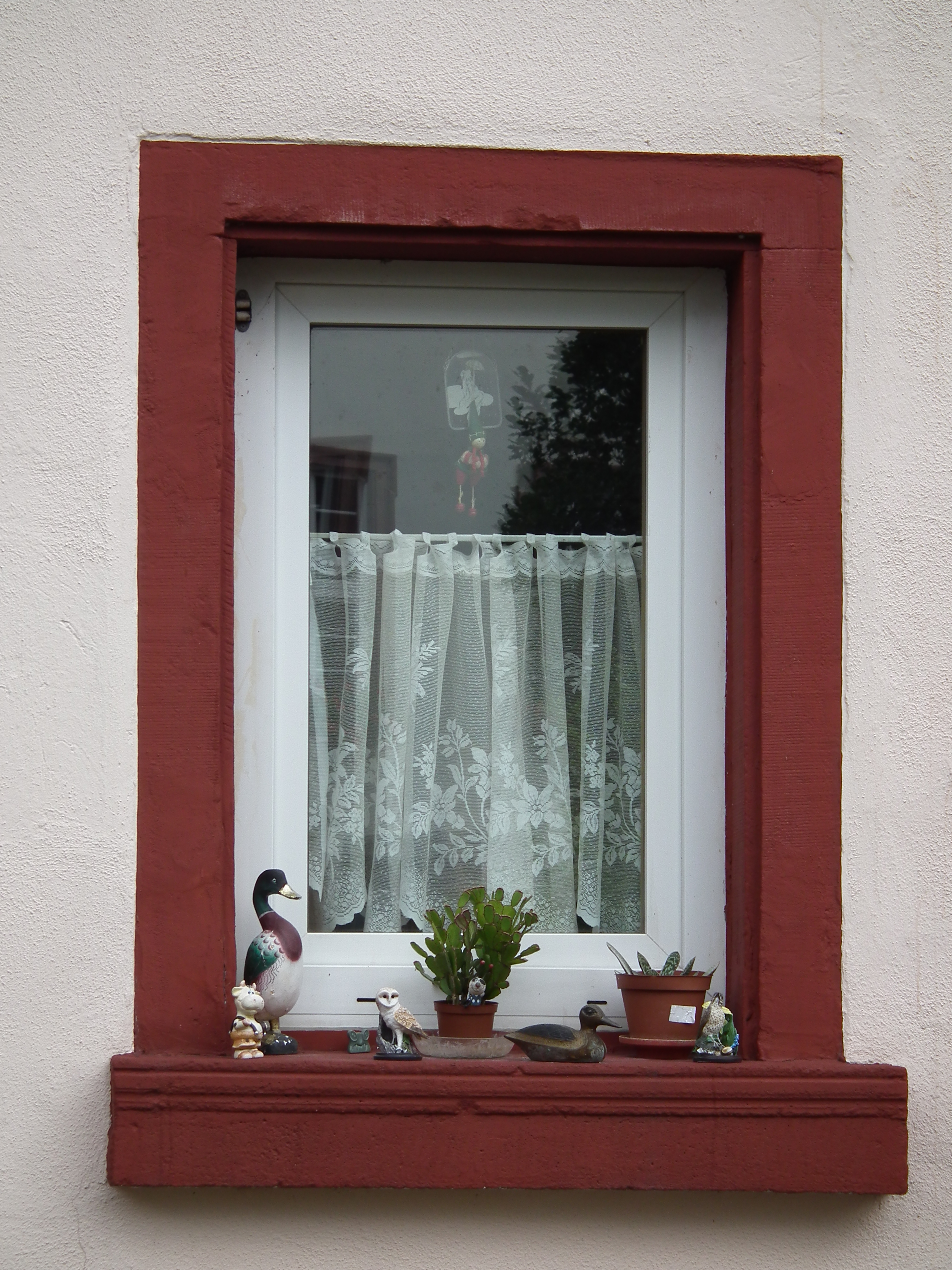
Dekorace okna (jihozápadní Německo 2011)
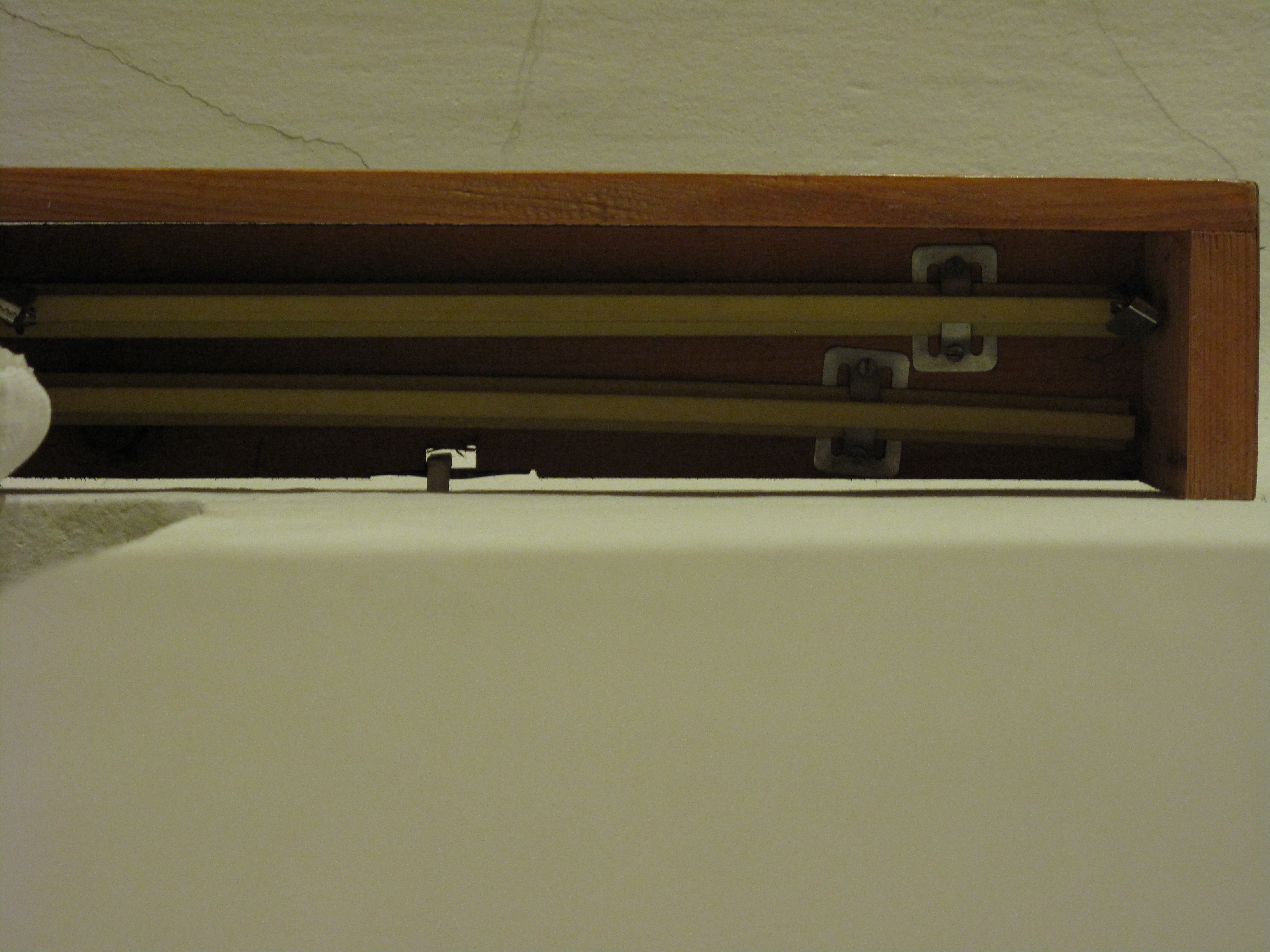
Uchycení záclony s bedněním (cca 1960)
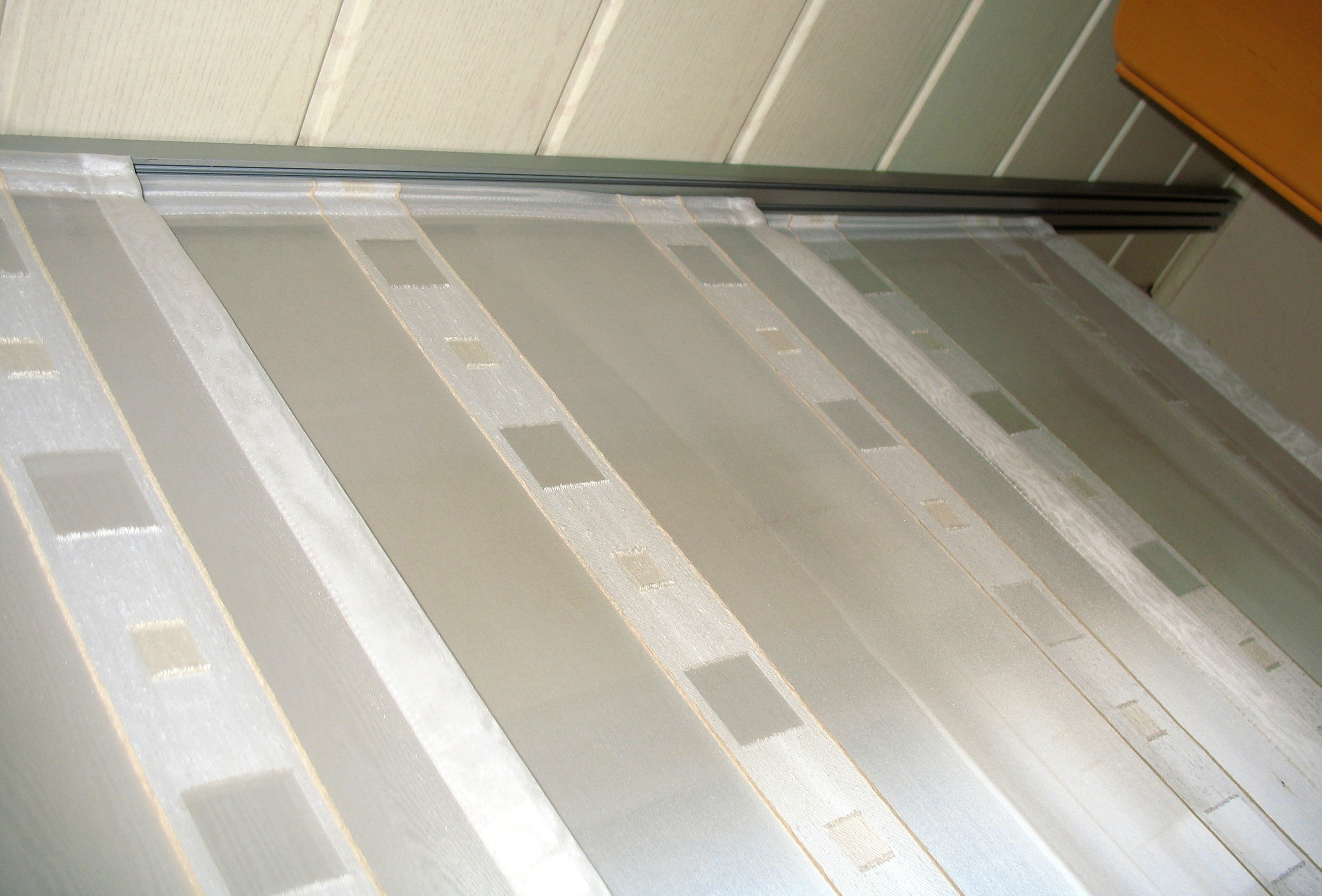
Uchycení záclony (cca 2010)
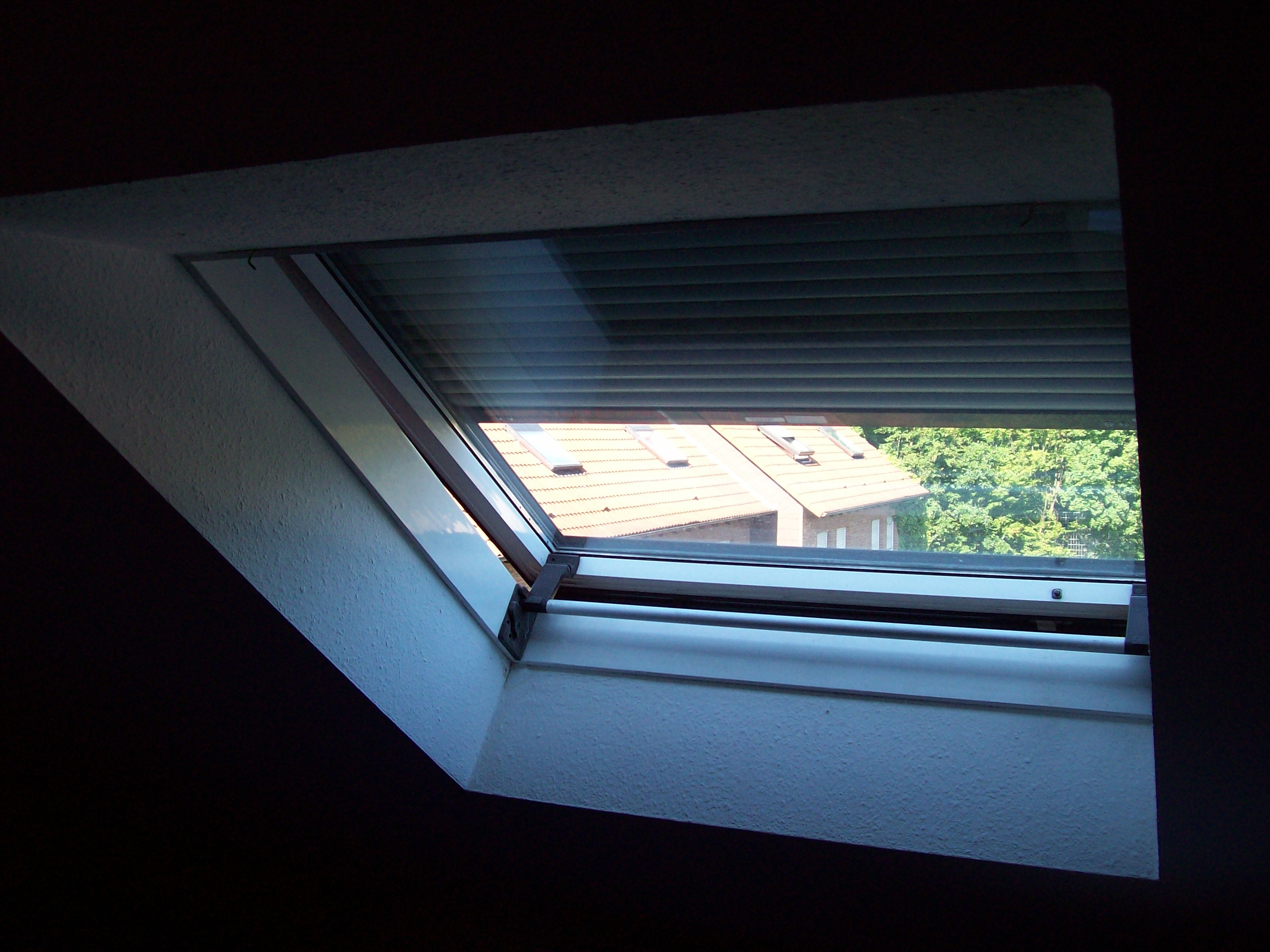
Roleta na podkrovním okně
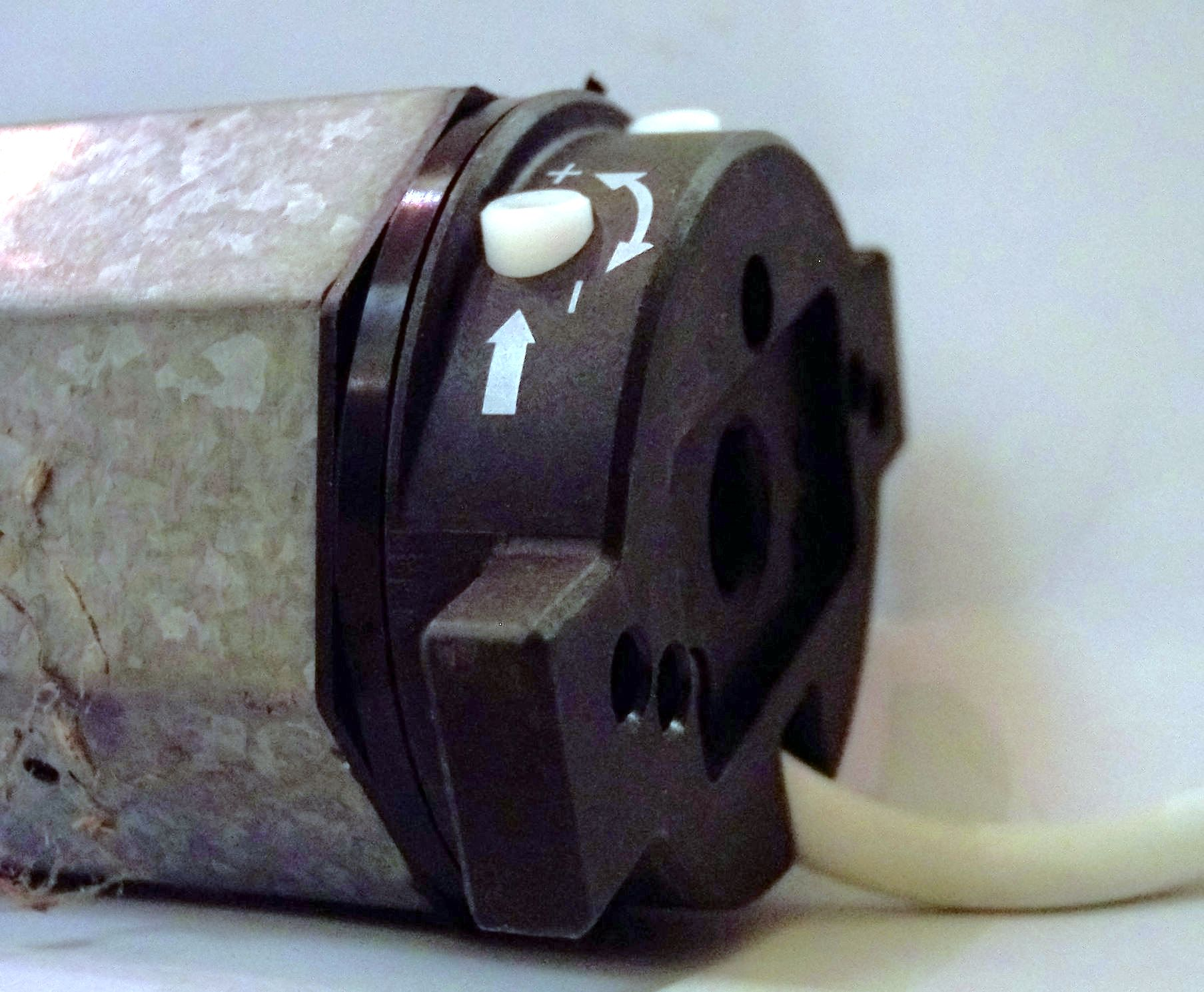
Motor k navíjení rolety na osmihranný hřídel